# Inondazione di Santa Elisabetta (1421)
L'inondazione di Santa Elisabetta (in olandese Sint-Elisabethsvloed), avvenuta nella notte tra il 18 e il 19 novembre 1421, e conosciuta anche come seconda inondazione di Santa Elisabetta per distinguerla da quella avvenuta nello stesso giorno dell'anno 1404, interessò le zone costiere del Mare del Nord in seguito ad una mareggiata che colpì le coste degli attuali Paesi Bassi e, in particolare, del delta del Reno, della Mosa e della Schelda. Prende il nome da Santa Elisabetta d'Ungheria, festeggiata, nella messa tridentina, il 19 novembre. L'inondazione causò la rottura di diverse dighe e la morte di un numero tra 2 000 e 10 000 persone.
Numerosi villaggi furono inghiottiti dalle acque e la morfologia del delta dei tre fiumi subì un profondo mutamento. L'inondazione si spinse fino alla Groote of Hollandsche Waard sommergendo completamente i terreni. Questa separò poi le città di Geertruidenberg e Dordrecht, su versanti opposti durante le guerre tra gli Hoeken e i Kabeljauwen.
Gran parte delle terre rimasero per lungo tempo coperte d'acqua. Dovettero essere bonificate le isole di Dordrecht e Hoeksche Waard e l'area nordoccidentale del Brabante Settentrionale, nei pressi di Geertruidenberg. L'area del Biesbosch è tutt'oggi coperta dalle stesse acque dell'inondazione.
Questo disastro ebbe delle cause simili a quelle che generarono l'Inondazione causata dal mare del Nord nel 1953, dove un'estrema bassa pressione venne a coincidere con un'alta marea amplificando gli effetti della tempesta.